# 羽曳野市立羽曳が丘小学校
羽曳野市立羽曳が丘小学校（はびきのしりつ はびきがおかしょうがっこう）は、大阪府羽曳野市羽曳が丘にある公立小学校。新興住宅街の中に立地している。

## 沿革

### 経緯
羽曳が丘の住宅開発に伴い、羽曳野市立西浦小学校から分離する形で1969年（昭和44年）に開校した。

### 年表
- 1968年（昭和43年）8月 - 校地造成開始。
- 1969年3月 - 第一期工事完了。
- 1969年4月1日 - 羽曳野市立羽曳が丘小学校として開校。
- 1976年3月18日 - 校歌を発表。
- 1979年4月 - 養護学級を設置。

## 通学区域
- 羽曳野市 羽曳が丘、羽曳が丘西、学園前4丁目、河原城（一部）、埴生野（一部）、西浦（一部）

卒業生は羽曳野市立峰塚中学校に進学する。

## 著名な出身者
- 角田信朗（空手家・ボディービルダー・プロデューサー・タレント・俳優）
- ダルビッシュ有（野球選手：サンディエゴ・パドレス）
- 高柳萌（バレーボール選手：岡山シーガルズ）

## 交通
- 近鉄南大阪線 藤井寺駅または古市駅から 近鉄バス羽曳が丘5丁目バス停下車